# 皮埃桑
皮埃桑（法語：Puessans，法語發音：[pɥesɑ̃]）是法国杜省的一个市镇，属于贝桑松区。

## 地理
皮埃桑（47°25'47"N, 6°19'23"E）面积3.59 平方千米，位于法国勃艮第-弗朗什-孔泰大區杜省，该省份为法国东部内陆省份，北起上索恩省，西接汝拉省，东部及东南部与瑞士接壤，东北部与贝尔福地区省接壤。
与皮埃桑接壤的市镇（或旧市镇、城区）包括：鲁日蒙、古埃朗、于昂蒙特马尔坦、蒙东、蒙蒂桑、罗尼翁。

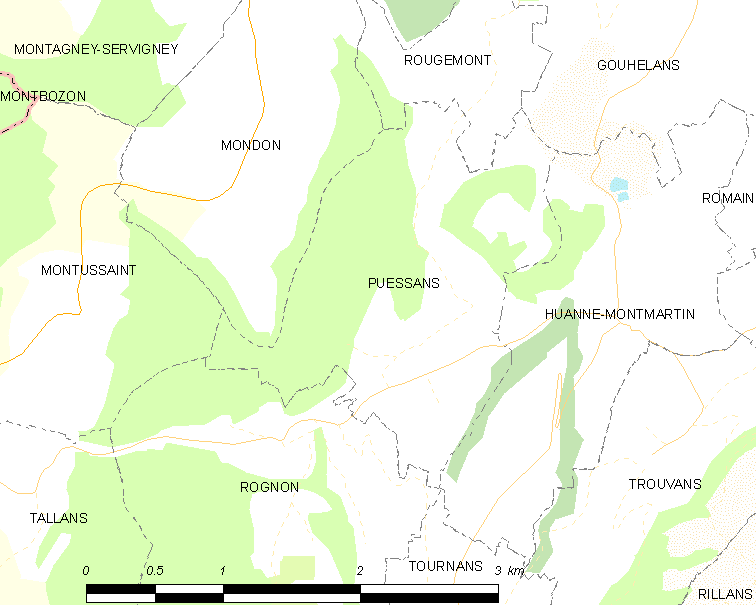
皮埃桑的OSM定位图

皮埃桑的时区为UTC+01:00、UTC+02:00（夏令时）。

## 行政
皮埃桑的邮政编码为25680，INSEE市镇编码为25472。

## 政治
皮埃桑所属的省级选区为博姆莱达姆县。

## 人口

1962-2008年间皮埃桑人口变化图示

皮埃桑于2022年1月1日时的人口数量为33人。